# Myksomatoza

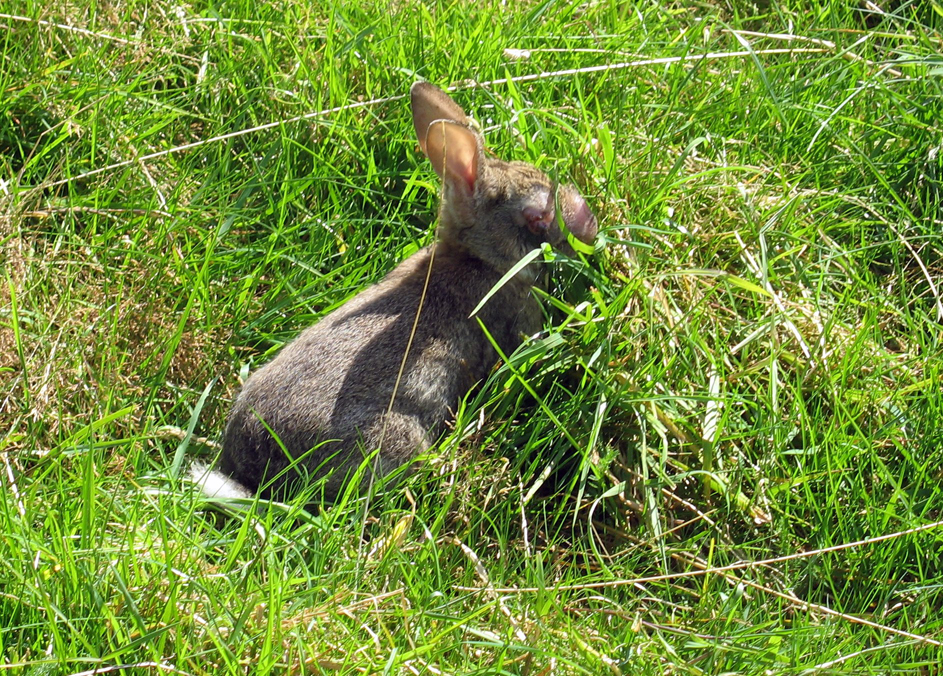
Królik zarażony Myksomatozą

Myksomatoza (łac. Myxomatosis cuniculi) – zakaźna, zaraźliwa wirusowa choroba królików domowych i dzikich, wywołana przez Leporipoxvirus (z rodziny pokswirusów). Wyjątkowo występuje u zajęcy. Charakterystyczne są miejscowe mezenchymalne obrzęki błony podśluzowej i tkanki podskórnej. Poraża układ nerwowy. Po raz pierwszy zaobserwowano ją w Urugwaju pod koniec XIX w. W Australii w latach 50. XX w. wykorzystano myksomatozę do zwalczania plagi królików. Choroba jest całkowicie niegroźna dla człowieka.

## Sposoby rozprzestrzeniania
- Kontakt bezpośredni z zakażonym osobnikiem,
- pasza lub woda zanieczyszczona odchodami chorych zwierząt,
- osoby z obsługi, środki transportu, sprzęt do pielęgnacji zwierząt,
- owady krwiopijne (szczególnie komary, muchy i pchły)
- inne zwierzęta, jak np. ptaki.

## Objawy
Objawy chorobowe pojawiają się od 3 dni do dwóch tygodni po zarażeniu.

### Postać nadostra
W postaci nadostrej (charakteryzującej się nagłym zejściem śmiertelnym) jedynym objawem jest czerwienienie powiek.

### Postać ostra
- Pierwsze objawy 3–4 dni od zakażenia,
- obrzęk głowy, powiek, zewnętrznych narządów płciowych, okolic: uszu, oczu,
- podwyższenie temperatury ciała nawet do 42 °C,
- silna duszność,
- zejście śmiertelne w ciągu 7–14 dni,
- śmiertelność ok. 100%,

### Postać przewlekła guzowata
- Po upływie 10–15 dni od zakażenia tworzą się galaretowate obrzęki na uszach, nosie i łapach,
- później pojawiają się gorące i bolesne obrzęki w okolicy krocza, odbytu i narządów płciowych, a u samców także zapalenie jąder,
- zmiany mogą spontanicznie ustępować,
- w zaawansowanym stadium występują trudności w oddychaniu,
- w końcowym okresie choroby wirus może zaatakować ośrodkowy układ nerwowy, czego następstwem są porażenia,
- średni czas przeżycia – 40 dni,
- śmiertelność 25–90%.

## Postępowanie w razie zakażenia
Ustawa z dnia 11 marca 2004 roku o ochronie zdrowia zwierząt oraz zwalczaniu chorób zakaźnych zwierząt mówi, że myksomatoza należy do chorób, które podlegają obowiązkowi rejestracji. Ponadto króliki chore oraz podejrzane o zakażenie należy odizolować od innych osobników oraz poddać uśpieniu, a zwłoki zutylizować, ponieważ są one nadal źródłem zakażenia. Po zlikwidowaniu ogniska choroby należy przeprowadzić dezynfekcję klatek i pomieszczeń następującymi preparatami: 5% roztworem formaliny, 1–2% roztworem sody żrącej i 2% Virkonu. Wymagany jest kontakt z lekarzem weterynarii.

## Szczepienia
Jedynym skutecznym środkiem zapobiegawczym są coroczne szczepienia. Pierwsze powinny się odbyć między 4 a 12 tygodniem życia królika. Działanie szczepionki trwa ok. 6 miesięcy. W hodowlach zwiększonego ryzyka zachorowania i przeznaczonych do rozrodu zaleca się dodatkowe szczepienie po 6 miesiącach. Ważne jest, by szczepienie każdorazowo następowało przed okresem wegetacyjnym komarów, a więc najpóźniej w marcu, a potem powtórnie we wrześniu. W Polsce szczepionka jest dostępna pod nazwą Myxovac.